# El jugador nº 12
El jugador nº 12 fou una revista sobre cultura de grades i futbol en llengua castellana de periodicitat bimestral i creada el 1997. Els seus fundadors van ser Ramón Izquierdo, Javier Galdón, J. Alfredo López, Manolo Yoga i Pedro Nebot.
La publicació va nàixer com a competència de Súper Hincha, que llavors era la principal publicació d'esta temàtica a l'estat espanyol, i inspirada per Supertifo, estava dirigida per gent que provenia d'Ultras Sur i Frente Atlético. El jugador nº 12 fou dirigida per gent provinent de Gol Gran, amb participació de persones d'Orgullo Vikingo, Penya Juvenil i Ligallo, tots ells vinculats d'una manera més o menys explícita al vessant més apolític i menys radical dels grups d'animació del futbol.
Pel que fa al tractament de la publicació, destacà per aprofundir més en les temàtiques tractades que no la seua predecessora.